# 六趣

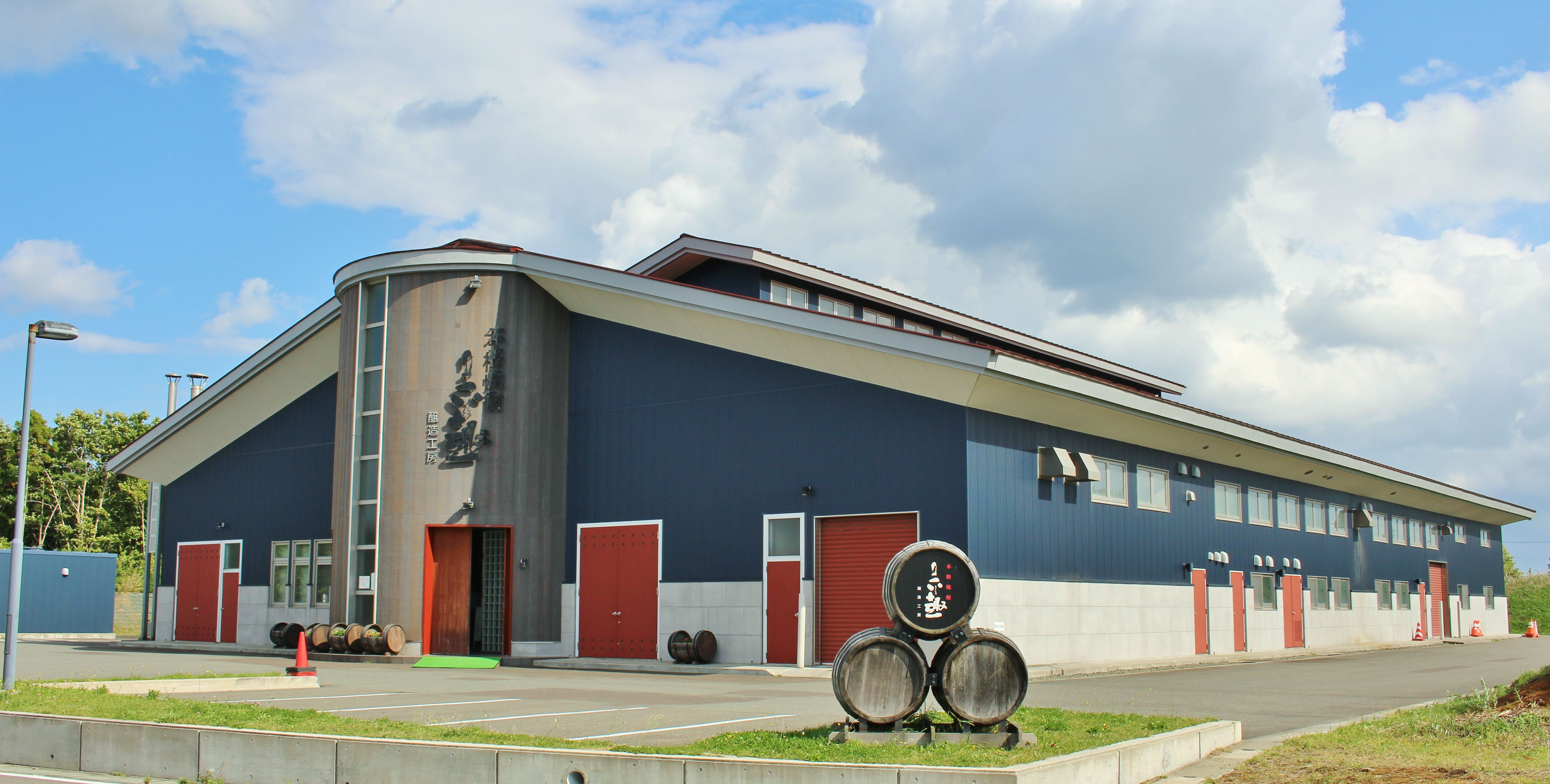
六趣醸造工房

六趣（ろくしゅ）は、日本の焼酎のブランド名称である。青森県上北郡六ヶ所村に本社を置き、同村が出資する六ヶ所地域振興開発株式会社が製造している。ナガイモと麦麹を原料とする。

## 歴史
たびたびやませに襲われる六ヶ所村では良質な米を生産することができず、さまざまに試行した結果ナガイモの生産を手がけるようになり、村の特産品となった。しかし北海道でも生産されるようになると価格の下落などの問題が生じ、六ヶ所村ではナガイモの生産調整を実施した。
生産調整に伴い畑の隅に廃棄されていたナガイモを見て、当時九州電力から日本原燃サービスに出向していた社員が焼酎を作ることを村役場に提案した。社員の紹介のもと、百年の孤独のほかに自然薯焼酎「天嵐坊」の醸造を手がけていた黒木本店にて長芋焼酎の試作をはじめ、完成させた。
当初は、黒木本店の所在する宮崎県までナガイモを運び生産していたが、人気が出るにつれ品薄になり抽選で販売するまでになった。そのため、技術移転を受け、電源三法交付金を財源として六ヶ所村に観光施設を兼ねた醸造所「六趣醸造工房」を建設し、同地で生産することとなった。
現在では「六趣醸造工房」での直売の他に、インターネットでの抽選販売も行われている。また青森県のアンテナショップやAmazonでの販売もされている。